# 대양함대 자침
독일 대양함대 자침(-大洋艦隊自沈, 독일어: Selbstversenkung der Kaiserlichen Hochseeflotte), 영어: Scuttling of the German fleet at Scapa Flow은 1919년 6월 21일 영국 해군의 정박지인 스캐퍼플로에서 독일 대양함대가 집단으로 자침한 사건이다.
제1차 세계 대전이 끝난 직후, 독일 황립해군 해병대는 스코틀랜드 오크니 제도의 스카파 플로우에 있는 영국 해군 기지 항구에서 저지되는 동안 선원들에 의해 좌초되었다. 대양 함대는 휴전 협정에 따라 그곳에 억류되어 있었고, 그 동안 선박의 운명에 대한 협상이 이루어졌다. 영국이 일방적으로 배를 탈취하거나 당시 독일 정부가 베르사유 조약을 거부하고 전쟁 노력을 재개할 것을 두려워한 루트비히 폰 로이터 제독은 함대를 철수하기로 결정했다.
자침은 1919년 6월 21일에 수행되었다. 개입한 영국 경비함은 일부 선박을 해변으로 보낼 수 있었지만 74척의 억류된 선박 중 52척이 침몰했다. 많은 난파선은 다음 20년 동안 인양되었고 폐기를 위해 견인되었다. 남아있는 것은 인기있는 레크리에이셔널 다이빙이었으며, 배는 강철의 공급원이었다.

## 배경
1918년 11월 11일 프랑스 콩피에뉴에서 휴전 협정에 서명함으로써 제1차 세계 대전이 사실상 종식되었다. 연합군은 독일의 U-보트 함대가 반환 가능성 없이 항복해야 한다는 데 동의했지만 독일 대양 함대에 대한 행동 방침에는 동의할 수 없었다. 미국인들은 최종으로 결정에 도달할 때까지 선박을 중립 항구에 억류할 것을 제안했지만 접근한 두 국가(노르웨이와 스페인)는 모두 거부했다. Rosslyn Wemyss 제독은 함대를 독일 선원의 해골 승무원과 함께 Scpa Flow에 억류하고 대함대에 의해 임시로 보호할 것을 제안했다.
나중에 조항은 1918년 11월 12일 독일에 전달되어 대양 함대를 11월 18일까지 출항할 준비를 하지 않으면 연합군이 헬골란트 섬을 점령할 것이라고 전달했다.
11월 15일 밤, 프란츠 폰 히버 제독의 대표인 휴고 모이러소장은 비티의 기함인 HMS Queen Elizabeth함에서 데이비드 비티제독을 만났다. 비티는 모이러 소장에게 다음 날 두 번째 회의에서 확장된 조건을 제시했다. U-보트는 Harwich Force의 감독하에 Harwich에서 Reginald Tyrwhitt 소장에게 항복해야 했다. 대양 함대는 포스 만으로 항해하여 비티에게 항복하는 것이었다. 그런 다음 그들은 Scpa Flow로 인도되어 평화 협상의 결과가 나올 때까지 인턴을 할 것이였다. 모이러는 선원들이 여전히 반란을 일으키고 있고(이전에 빌헬름스하펜의 반란을 일으켰던) 선원들이 명령을 따르도록 하는 데 어려움을 겪을 수 있다는 점을 알고 기한을 연장할 것을 요청했다. 모이러는 자정 이후에 결국 협약에 서명했다.

## 독일 함대의 스캐퍼플로 집결
제1차 세계 대전 휴전 후 독일은 휘하의 모든 잠수함과 약 74척에 달하는 수상함정들의 운명은 연합국의 손에 의해 좌지우지 하게 되었다. 독일은 자신들이 개발한 기술이 넘어가는 것을 방지하고자 모든 어뢰정과 잠수함들은 기뢰를 이용해 침몰시킨 후 남은 전함들을 1918년 11월 19일 영국이 지시한 무장해제를 위해 영국의 군항으로 이동시켰다.
74척의 독일 함대는 포스(Forth)만에서 11월 21일 영국의 데이비드 비티 제독이 이끄는 250척에 달하는 연합군 함대를 만나게 되고 영국군에 의해 무장해제를 검사받은 후 영국해군의 정박지인 스캐퍼플로로 인도한다. 그들은 11월 27일에 스캐퍼플로에 모두 입항하게 된다.
12월 중순까지 스캐퍼플로의 독일함정의 독일 해군의 수는 2만명에 달하였으나. 영국은 독일의 돌발적 행동을 우려하여 4800명만을 함정 관리를 위해 남기고 모두 상륙시켜 수용소로 보냈고 1919년 6월에는 독일함정 탐승인원을 1700명까지 줄였다.
이 기간 동안 베르사유에서 진행 중이던 평화 회담은 각국의 함정 분배 문제로 질질끌고 있었다. 연합국들(특히 미국과 프랑스)은 독일의 이 최신 함정들을 한척이라도 더 차지하려고 애썼는데 이들은 앞으로 라이벌이 될 영국의 해군력을 따라잡기 위해 독일의 최신 함정을 자국으로 유치하려 한 것이었다.

## 독일 대양함대, 자침하다
이 동안 독일 함대 사령관 루드비히 폰 로이테(Ludwig von Reute)제독은 영국이 언제 경고없이 포격을 가해올지 모른다는 두려움을 가지고 있었고 결국 모든 함선들에 대해 자침을 준비해 놓으라는 명령을 내리게 된다. 6월 21일 영국의 전함들은 훈련을 위해 스캐퍼플로항을 떠났고 이 때를 기다렸다는 듯이 로이테 제독은 휘하의 모든 함정들에 대해 자침을 결정한다.
낮 10시 30분 그는 "제11호 작전 허가"라는 무선을 보낸다. 이 신호는 사전에 약속된 자침을 의미하는 암호였고, 독일 대양함대 소속 군함들은 차례로 폭파되었다.
영국 함대들이 이 소식을 듣고 전속력으로 돌아왔지만 그들은 단지 전함 바덴호와 3척의 순양함만을 구할 수 있을 뿐이었다. 이 과정에서 9명의 독일 선원들이 영국군의 사격에 전사한다. 이 전사자들은 제 1차 세계 대전 중 가장 마지막 전사자들로 기록된다.

## 그 이후
40만톤 이상의 함정들이 침몰했다. 영국은 공식적으로는 분개했으나, 사실 이 일로 인해 복잡했던 독일 함선 분배 문제를 해결할 수 있게 되었다. 또한 영국의 라이벌들(프랑스,미국)은 분배할 함정이 없어졌기 때문에, 독일의 함정들을 충분히 분배 받지 못하게 되었다.
영국 정보부는 이 자침결정이 베를린 정부로부터 나온 것이라고 생각하고 수사를 벌였지만 어떠한 실마리도 찾을 수 없었다.
이 사건은 오랫동안 독일 해군의 기억 속에 치욕과 수치로 남아 있게 되었고, 제2차 세계 대전이 발발하자 이 사건에 대한 복수로 칼 되니츠 제독의 지시로 독일군 잠수함 U-47이 스캐퍼플로 기습공격을 감행하게 된다.